# Fabricio Neis
 Fabricio Neis  (nacido el 15 de junio de 1990) es un tenista profesional de Brasil, nacido en la ciudad de Porto Alegre. 

## Carrera
Su mejor ranking individual es el N.º 449 alcanzado el 13 de mayo de 2013, mientras que en dobles logró la posición 96 el 3 de octubre de 2016.
No ha logrado hasta el momento títulos de la categoría ATP si en la ATP Challenger Tour, y ha obtenido varios títulos Futures tanto en individuales como en dobles.

## Títulos Challenger
| Leyenda               | Individuales | Dobles |
| --------------------- | ------------ | ------ |
| ATP Challenger Series | 0            | 3      |

### Dobles (3)
| N.º | Fecha      | Torneos                 | Superficie    | Pareja        | Oponentes                             | Resultado        |
| --- | ---------- | ----------------------- | ------------- | ------------- | ------------------------------------- | ---------------- |
| 1.  | 24.04.2016 | Challenger de São Paulo | Tierra batida | Caio Zampieri | José Pereira Alexandre Tsuchiya       | 6–4, 7–6(3)      |
| 2.  | 22.05.2016 | Challenger de Mestre    | Tierra batida | Caio Zampieri | Kevin Krawietz Dino Marcan            | 6–4, 7–6(3)      |
| 3.  | 10.07.2016 | Challenger de Todi      | Tierra batida | Caio Zampieri | Salvatore Caruso Alessandro Giannessi | 6–1, 3–6, [10–5] |

#### Finalista (9)
| N.º | Fecha      | Torneos                 | Superficie    | Pareja              | Oponentes                             | Resultado           |
| --- | ---------- | ----------------------- | ------------- | ------------------- | ------------------------------------- | ------------------- |
| 1.  | 25.09.2011 | Challenger de Campinas  | Tierra batida | Joao Pedro Sorgi    | Marcel Felder Caio Zampieri           | 5–7, 4–6            |
| 2.  | 14.04.2013 | Challenger de Itajaí    | Tierra batida | Guilherme Clezar    | James Duckworth Pierre-Hugues Herbert | 5–7, 2–6            |
| 3.  | 21.09.2014 | Challenger de Campinas  | Tierra batida | André Ghem          | Facundo Bagnis Diego Schwartzman      | 6–7(4), 7–5, [7–10] |
| 4.  | 27.09.2015 | Challenger de Campinas  | Tierra batida | Guilherme Clezar    | Andrés Molteni Hans Podlipnik         | 6–3, 4–6, [0–10]    |
| 5.  | 07.11.2015 | Challenger de Guayaquil | Tierra batida | Gastão Elias        | Guillermo Durán Andrés Molteni        | 3–6, 4–6            |
| 6.  | 29.05.2016 | Challenger de Vicenza   | Tierra batida | Gastão Elias        | Andrey Golubev Nikola Mektić          | 3–6, 3–6            |
| 7.  | 19.06.2016 | Challenger de Perugia   | Tierra batida | Nicolás Barrientos  | Rogério Dutra Silva Andrés Molteni    | 5–7, 3–6            |
| 8.  | 04.09.2016 | Challenger de Curitiba  | Tierra batida | André Ghem          | Rubén Ramírez Hidalgo Pere Riba       | 6–7(3), 6–4, [10–7] |
| 9.  | 25.09.2016 | Challenger de Curitiba  | Tierra batida | Rogério Dutra Silva | Sergio Galdós Máximo González         | 6–3, 5–7, [14–12]   |